# Klaus Fleming
Klaus Eriksson Fleming (Parainen, 1535 – Pohja, 13 aprile 1597) è stato un ammiraglio finlandese, membro della nobiltà svedese, che svolse un ruolo importante nella storia di Svezia e Finlandia nel XVII secolo.

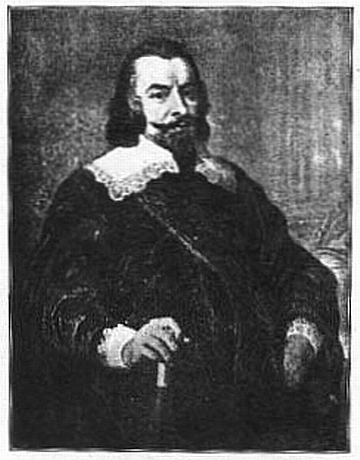
Ritratto di Klaus Fleming

Nel 1564 comandò la flotta svedese durante la guerra dei sette anni. Parteggiò per Sigismondo III di Svezia contro Carlo IX di Svezia e fu nominato luogotenente di Finlandia, ma si trovò spesso a domare sommosse popolari.